# Línea 366 (Montevideo)
La línea 366 fue una línea de ómnibus de Montevideo, la cual unía Aduana con Sayago.

## Historia
Creada en 1976 a modo de sustitución de la línea 66 adquirida por la Unión Cooperativa Obrera como consecuencia del cierre de la Administración Municipal de Transporte.
Comenzó a operar sus servicios en febrero del año 1976, dejando de funcionar en septiembre del año 1977, debido a su baja rentabilidad. A partir de esa fecha sus unidades pasaron a cubrir la línea 316 la cual tenía un trayecto totalmente diferente al actual.

## Recorridos
Circulaba en ambos sentidos por los barrios:Cordón, Aguada, Bella Vista, Prado, Paso Molino y Sayago.